# Astragalus macroscepus
Astragalus macroscepus är en ärtväxtart som beskrevs av Pierre Edmond Boissier. Astragalus macroscepus ingår i släktet vedlar, och familjen ärtväxter. Inga underarter finns listade i Catalogue of Life.